# 1996 HF11
1996 HF11 är en asteroid i huvudbältet som upptäcktes den 17 april 1996 av den belgiske astronomen Eric W. Elst vid La Silla-observatoriet.
Asteroiden har en diameter på ungefär 8 kilometer.